# Bob Colville
Robert John Colville (sinh ngày 27 tháng 4 năm 1963) là một cựu cầu thủ bóng đá thi đấu ở vị trí tiền đạo ở Football League cho Oldham Athletic, Bury, Stockport County và York City, ở bóng đá non-league cho Spennymoor United, Barrow và Guiseley và ở bóng đá Wales cho Rhos United và Bangor City. Ông từng thi đấu cho đội tuyển bán chuyên quốc gia Wales.